# Bezvědomí
Bezvědomí zahrnuje kompletní nebo částečnou ztrátu schopnosti vnímat a reagovat na vnější podněty. Hluboké déledobé bezvědomí se nazývá kóma. Omdlení následkem poklesu krevního tlaku a snížení přísunu kyslíku do mozku je příkladem dočasné ztráty vědomí. Porucha vědomí může být i kvalitativní, příkladem je delirium z abstinence u alkoholiků. Je známkou poruchy normální mozkové činnosti a samo o sobě může postiženého ohrožovat na životě ucpáním dýchacích cest.
Závažnost stavu může být ověřována podle schopnosti postiženého reagovat na různé podněty (např. zvuk, dotek, působení bolesti).

## Příčiny bezvědomí

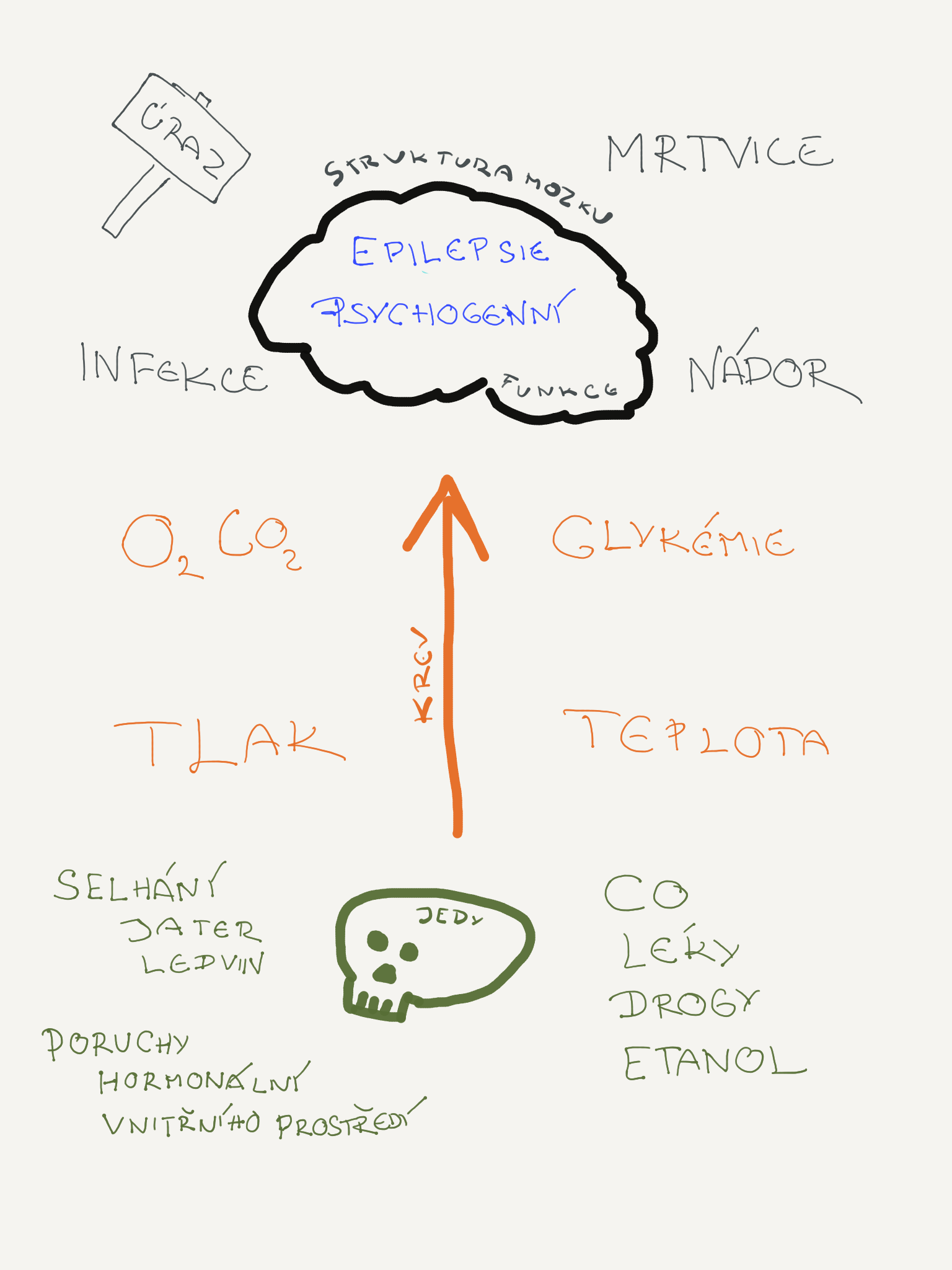
Příčiny poruchy vědomí rozdělené do skupin

Ztráta vědomí může být následkem většího množství příčin, například traumatického zranění mozku, nedostatku kyslíku (ztráta vědomí při potápění) nebo cukru v krvi. Bezvědomí je i projevem vážného předávkování látkami tlumícími činnost centrální nervové soustavy (např. alkohol nebo jinými drogami). Nejčastější příčinou krátkodobé poruchy vědomí je přechodný pokles tlaku krve (prostá mdloba). Bezvědomí však může být způsobené i zástavou srdce.

## Hloubka poruchy vědomí
Porucha vědomí sahá od mírné zmatenosti přes reakci na bolest až k úplnému bezvědomí. Hloubka poruchy vědomí určuje riziko zapadnutí jazyka, popřípadě vdechnutí zvratků. Člověk nereagující na oslovení by měl být neustále sledován.
V současnosti je vhodné používat popisnou škálu Glasgowskou stupnice bezvědomí (GCS). Jednodušší latinské dělení je v obecné češtině terminologicky nepřesné, používá se v urgentní medicíně v podobě stupnice AVPU (Alert, Verbal, Pain, Unresponsive):
- Somnolence – zvýšená spavost, polospánek, postižený usíná vsedě, reaguje na oslovení (verbal responsive), popřípadě jemný dotyk.
- Sopor – postižený nereaguje na běžné podněty, ale pouze na silnější podněty, např. pevný stisk ruky, zatřesení, bolestivý podnět, odpověď na podnět je obvykle motorická – zamrkání, pohyb ruky, zvuky, slovní odpověď chybí (pain responsive). Obdobným stavem je pevný, hluboký spánek, ze kterého se však člověk probudí k plné bdělosti.
- Kóma – postižený leží v pasivní poloze, zpomaleně dýchá, tělo je bezvládné, reakce zornic na osvit negativní, nereaguje na oslovení ani na bolestivé podněty (unresponsive).

## První pomoc
Osoba v bezvědomí je ohrožena uzavřením dýchacích cest a udušením. Osobu v bezvědomí je nutné šetrně otočit na záda, zkontrolovat, zda nemá nějaká další poranění a poté okamžitě zaklonit hlavu. Jedna naše ruka se položí na čelo, tři prsty druhé ruky se umístí pod bradu. Pohybem „brada vzhůru, čelo zaklonit dozadu“ zprůchodníme dýchací cesty a uvolníme zapadlý jazyk. Po zaklonění hlavy je nutné zkontrolovat dýchání. Přiložíme jedno ucho k ústům pacienta a posloucháme, zároveň na tváři cítíme výdechy a očima pozorujeme zvedající se hrudník. Kontrola dechu se provádí se záklonem hlavy po dobu 10 sekund.
- Normální dýchání – za 10 sekund osoba v bezvědomí vydechne 2-3×. Pokud osoba dýchá normálně, necháme ji v poloze na zádech s neustálým záklonem hlavy. Musíme-li se od osoby vzdálit, uložíme ji do zotavovací polohy. V případě normálního dýchání je doporučené zajištění tepelného komfortu.[1]
- Nenormální dýchání – za 10 sekund osoba v bezvědomí vydechne 1×, nebo nevydechne vůbec, lze u ní pozorovat chrčení nebo lapavé nádechy. Pokud dýchá nenormálně, zahájíme neodkladnou kardiopulmonální resuscitaci.[2]